# Carlo de Leeuw
Carlo de Leeuw (Rotterdam, 1960. december 12. – Valkenswaard, 2020. február 13.) ifjúsági válogatott holland labdarúgó, csatár.

## Pályafutása

### Klubcsapatban
1968-ban a Feyenoord korosztályos csapatában kezdte a labdarúgást, ahol 1978-ban mutatkozott be az első csapatban. Az 1982–83-as idényben kölcsönben az  Excelsior együttesében szerepelt. 1983 és 1989 között a Cambuur játékosa volt, közben 1986-ban egy rövid ideig ismét az Excelsiorban volt kölcsönjátékos. 1989 és 1991 között az FC Eindhoven, 1991–92-ben az FC Volendam, 1992–93-ban ismét az FC Eindhoven labdarúgója volt. A Feyenoord csapatával egy hollandkupa-győzelmet ért el 1980-ban.

### A válogatottban
1978–79-ben hét alkalommal szerepelt a holland U19-es válogatottban és két gólt szerzett. 1979. április 10-én a magyar U19-es válogatott elleni 1–1-es mérkőzésen is szerepelt.

## Sikerei, díjai
Feyenoord
- Holland kupa
  - győztes: 1980